# Ficus lyrata
Ficus lyrata, comúnmente conocido como higuera hoja de violín, es una especie de planta con flores perteneciente a la familia Moraceae. Es originaria de África Occidental, desde Camerún al oeste hasta Sierra Leona, donde crece en las tierras bajas de selva tropical.
Es un baniano (Ficus subgénero Urostigma) que generalmente comienza su vida como una epífita en lo alto de la copa de otro árbol, luego envía raíces al suelo que envuelven el tronco del árbol huésped y lo estrangulan lentamente. También puede crecer como un árbol independiente, alcanzando entre 12 y 15 metros de altura.

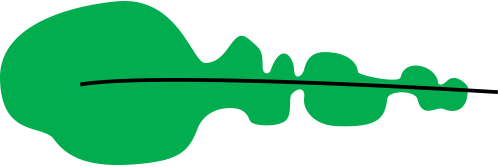
Arriba: un ejemplo de una hoja lirata. Las hojas de Ficus lyrata son liratas, lo que significa que se asemejan a una lira.

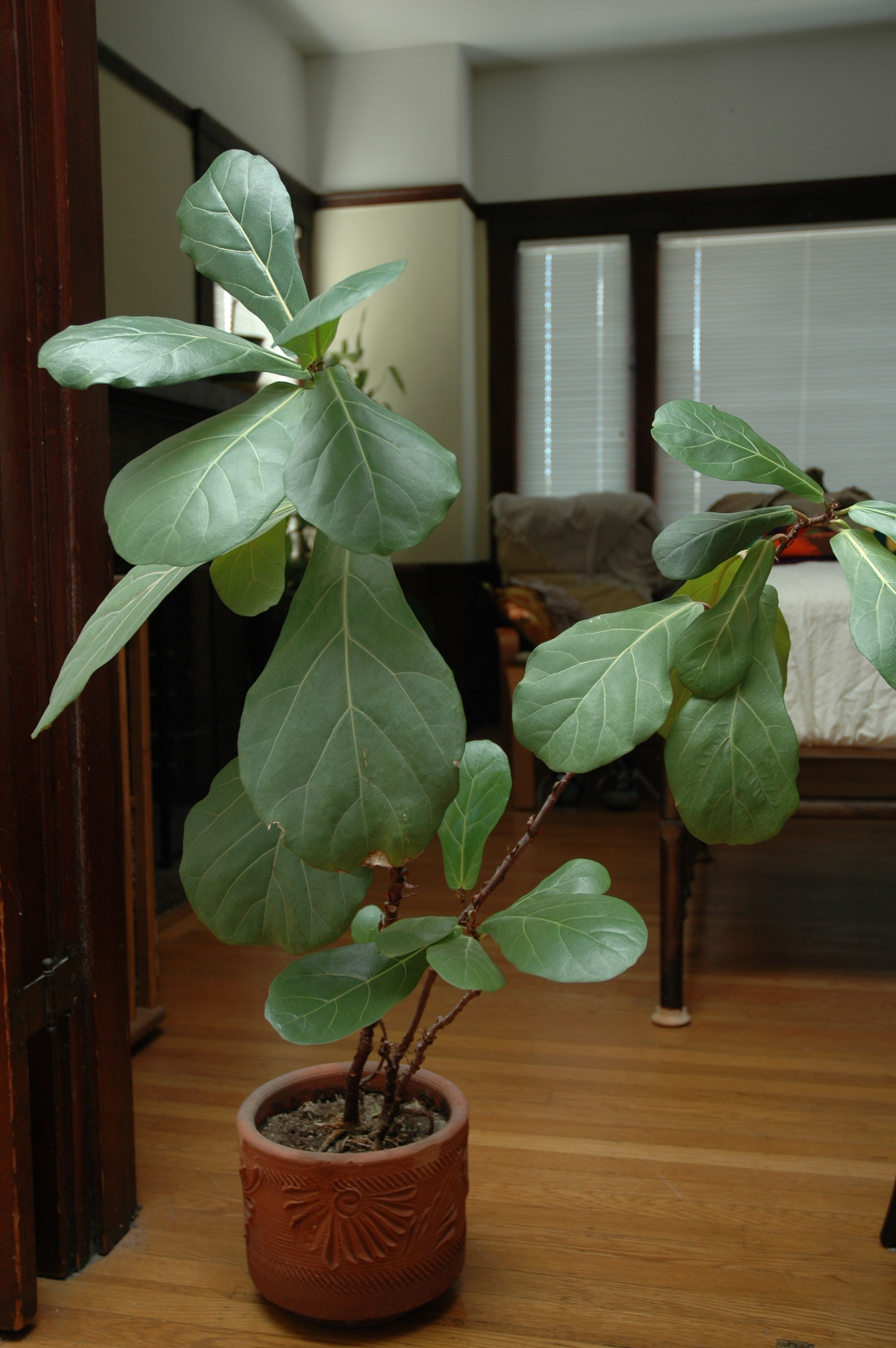
Ejemplar cultivado en interior.

Las hojas son de forma variable, pero a menudo cuentan con un ápice ancho y un centro angosto que se asemeja a una lira o violín, pueden llegar hasta 45 cm de largo y 30 cm de ancho, aunque generalmente son más pequeñas, tienen una textura coriácea, venas prominentes y un borde ondulado.
Es polinizado por avispas de los higos de los géneros Pegoscapus o Pleistodontes. El fruto es un higo verde de unos 2.5-3 cm de diámetro.

## Cultivo y usos en jardín
Es un árbol ornamental popular en jardines tropicales y subtropicales, y también se cultiva como planta de interior en áreas templadas, donde por lo general se mantiene más bajo, no florece ni da frutos. Es resistente hasta 10 °C, por lo que un ejemplar puede colocarse en exteriores durante períodos cálidos.
Esta planta ha ganado el Galardón al Mérito en Jardinería de la Real Sociedad de Horticultura.